# Tony Book
Tony Book (Bath, Inglaterra; 4 de septiembre de 1934 – 13 de enero de 2025) fue un futbolista y entrenador de fútbol inglés que jugó en la posición de lateral derecho.

## Carrera

### Jugador
| Periodo   | Club                    |
| --------- | ----------------------- |
| 1955-1956 | Frome Town FC           |
| 1956-1964 | Bath City FC            |
| 1964      | → Toronto City (cedido) |
| 1964–1966 | Plymouth Argyle FC      |
| 1966–1974 | Manchester City FC      |

### Entrenador
| Periodo   | Club               |
| --------- | ------------------ |
| 1974–1979 | Manchester City FC |
| 1989      | Manchester City FC |
| 1993      | Manchester City FC |

## Vida personal
Cuando Book se jubiló en 2008 y se mantuvo en dos puesto honorarios; como Presidente de Honor del Manchester City, y como presidente vitalicio del club oficial de aficionados del Manchester City. Se convirtió en miembro del Salón de la Fama del Manchester City en enero de 2004.
Su hermano Kim Book fue guardameta en el Bournemouth & Boscombe Athletic, Northampton Town, Mansfield Town y Doncaster Rovers mientras que su sobrino Steve también jugó de guardameta, principalmente con el Cheltenham Town.

## Logros

### Jugador
- Football League First Division: 1967–68[5]
- FA Cup: 1968–69[6]
- Football League Cup: 1969–70[7]
- FA Charity Shield: 1968,[8] 1972[9]
- European Cup Winners' Cup: 1969–70[10]

### Individual
- Futbolista del Año: 1968–69[11]

### Entrenador
- Football League Cup: 1975–76[12]